# Jean Le Fèvre de Ressons
Œuvres principales
Livre de Lëesce
Jean Le Fèvre de Ressons, né vers 1320 à Ressons-sur-Matz dans l'Oise et mort après 1380, procureur du Parlement de Paris, est un auteur et traducteur français du XIVe siècle.
Il compose le Livre de Lëesce entre 1373 et 1387, dans lequel il prend la défense des femmes attaquées par des auteurs comme Mathéolus dans Les lamentations de Mathéolus, et Jean de Meung dans le Roman de la Rose. Il introduit le thème des Neuf preuses.